# 林南洙
林 南洙（リム・ナムス、朝鮮語: 림남수）は、朝鮮民主主義人民共和国の政治家。石炭工業相、電気石炭工業省第1副相、江東地区炭鉱連合企業所支配人などを歴任した。

## 経歴
出生地や生年月日は不明。1998年に電気石炭工業省西部管理局長に任命され、7月に最高人民会議第10期代議員に選出された。2000年9月に電気石炭工業省副相に転じ、2001年11月に訪朝したタイ政府貿易代表団と意見交換を行った。2003年に電気石炭工業省石炭工業総局総局長を経て、2006年1月に電気石炭工業省第1副相に昇進した。2007年に江東地区炭鉱連合企業所支配人に転じ、2009年3月9日に実施された最高人民会議第12期代議員選挙で代議員に選出された。2011年に石炭工業相に任命された。しかし、2013年に張成沢が石炭の中国輸出利権を理由の一つに粛清されると、それに関連して石炭工業相を解任された。

## 参考サイト
북한정보포털